# Stutensee
Stutensee este un oraș din landul Baden-Württemberg, Germania.